# Ostasjkov
Ostasjkov (Russisch: Осташков) is een stad in de Russische oblast Tver. Ostasjkov ligt 199 kilometer ten westen van Tver, niet ver van de grens met oblast Novgorod, op een schiereiland aan het Seligermeer. Het aantal inwoners is 16.837. Ostasjkov is tevens het centrum van het gelijknamige bestuurlijke district.
Ostasjkov is bekend vanaf de veertiende eeuw. In een brief uit 1371 van lgirdas aan de Patriarch van Constantinopel werd er gewag gemaakt van een eiland met de naam Klitsjen, en een gelijknamig grensstadje van Moskovië aan het Seligermeer. Toen in 1393 het eiland werd geplunderd door de Oesjkoejniks, besloten twee overlevenden, Ostasjko en Timofej, naar het vasteland te gaan waar ze nederzettingen stichtten, Ostasjkovo respectievelijk Timofejevo. De eerste behoorde tot de patriarchen van Moskou, de andere tot het Josef-Volokolamsk-klooster. In 1770 werden beide nederzettingen samengevoegd tot Ostasjkov, dat in dat jaar stadstatus kreeg. Ostasjkov behoorde van 1772 tot 1775 tot het Goebernija Novgorod; vanaf 1776 tot het Goebernija Tver. Na de revolutie, in 1929 werd de stad administratief ingedeeld bij de Западная область (Westelijke oblast), vanaf 1929 bij de oblast Kalinin, waarvan de naam in 1990 veranderde in oblast Tver.
Ostasjkov wordt gezien als een van de mooiste Russische provinciesteden waar relatief veel oude gebouwen van betekenis ongeschonden door de geschiedenis zijn gekomen. De meeste gebouwen aan de belangrijkste straten zijn gebouwd in neoclassicistische stijl van de hand van Ivan Starov. De combinatie van de oude stad en het nabijgelegen Seligermeer, een van de schoonsten van Europa, maakt Ostasjkov tot een populaire vakantiebestemming.
Op het Stolbny-eiland, tien kilometer ten noorden van Ostjasjov, bevond zich in de Tweede Wereldoorlog een kamp waar ruim 6.000 Poolse politiemensen en krijgsgevangenen werden vastgehouden voor hun executie elders.

## Demografie
| 1856  | 1897   | 1917   | 1926   | 1931   | 1937   | 1939   | 1959   | 1970   | 1979   | 1989   | 2002   | 2010   | 2015   |
| ----- | ------ | ------ | ------ | ------ | ------ | ------ | ------ | ------ | ------ | ------ | ------ | ------ | ------ |
| 9.163 | 10.445 | 12.472 | 12.900 | 13.100 | 19.158 | 19.003 | 19.542 | 23.419 | 24.380 | 27.401 | 20.660 | 18.088 | 16.837 |

## Galerij

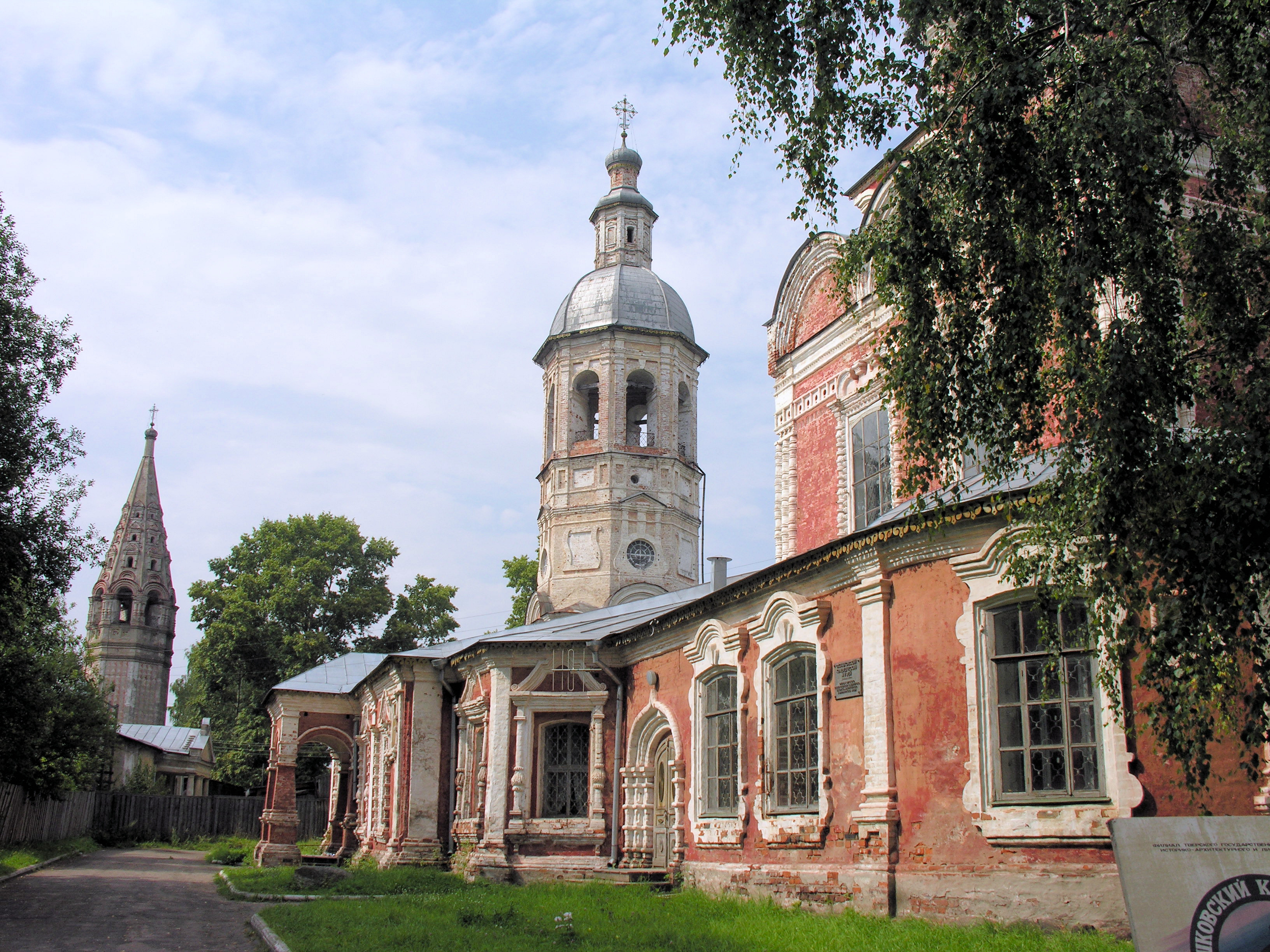
Museum
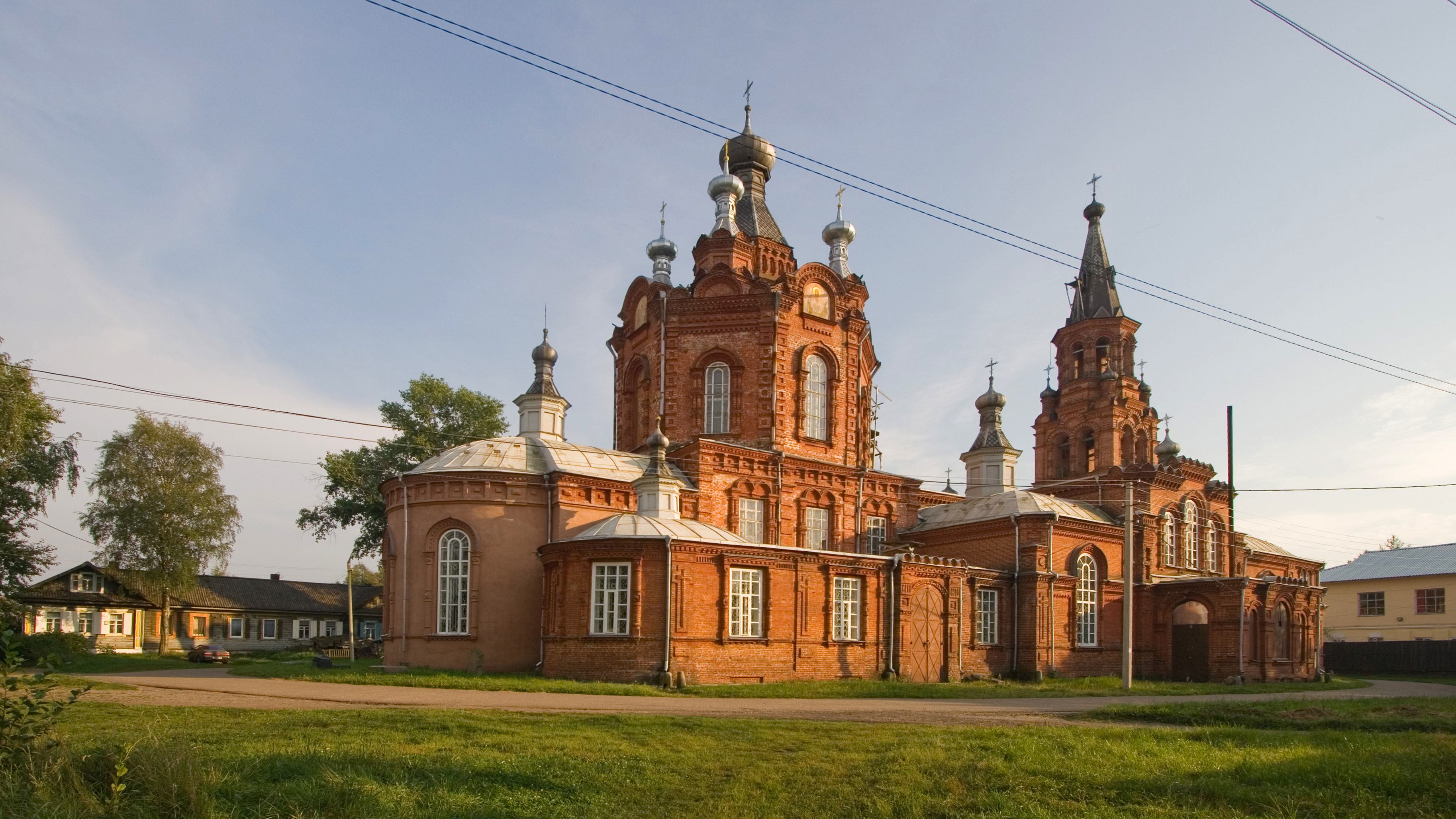
Kathedraal van Ostasjkov
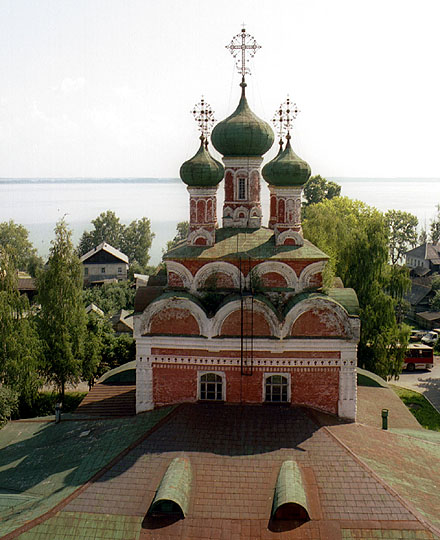
Kathedraal
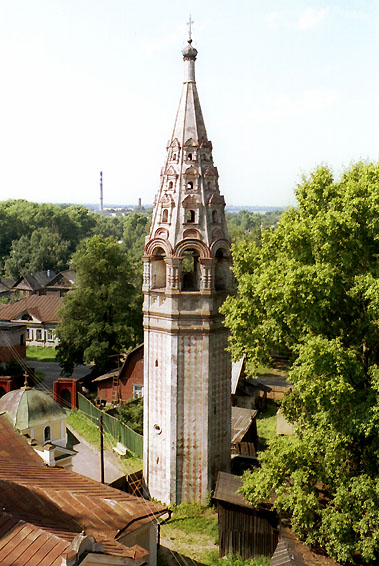
Klokkentoren
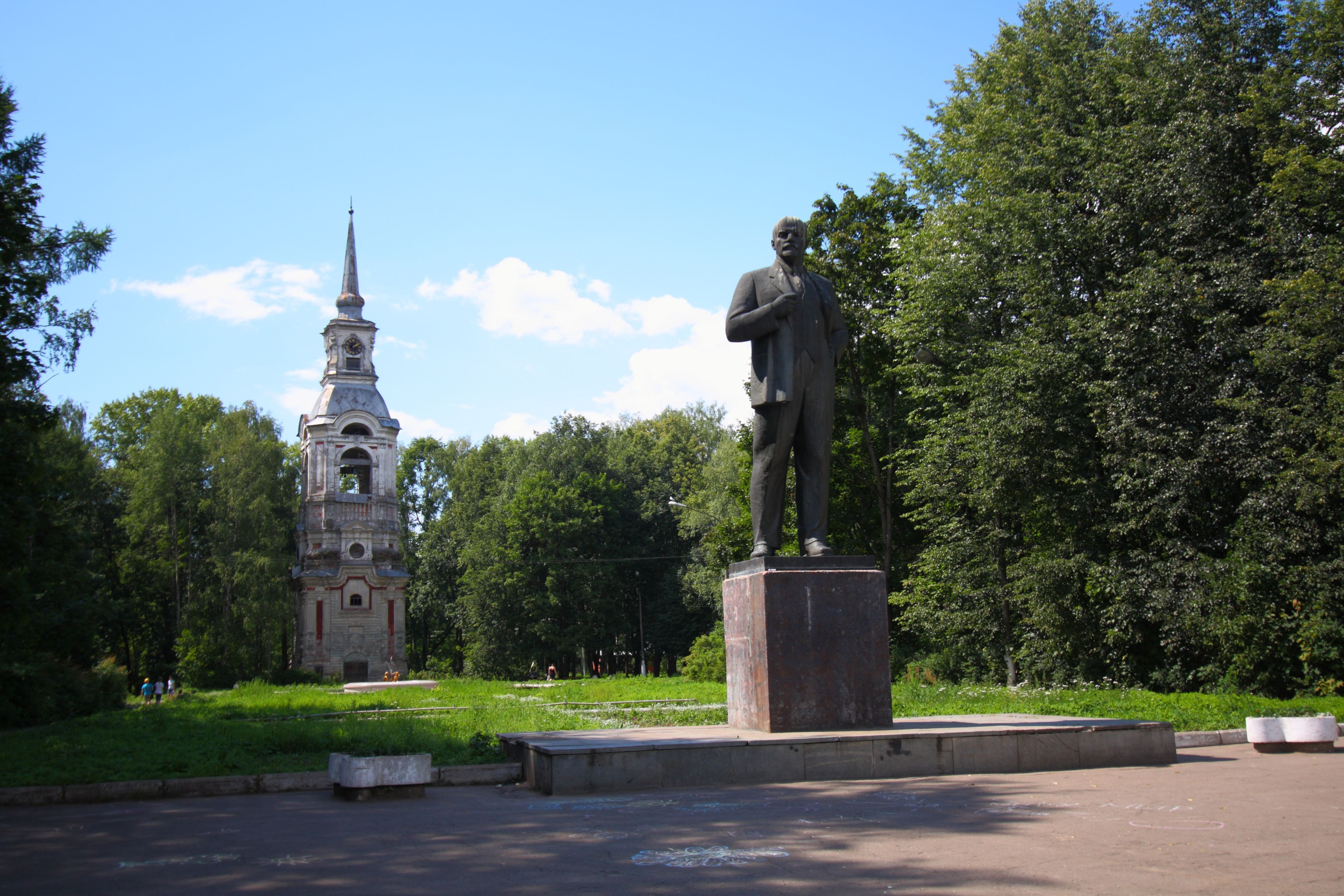
Vrijheidspark
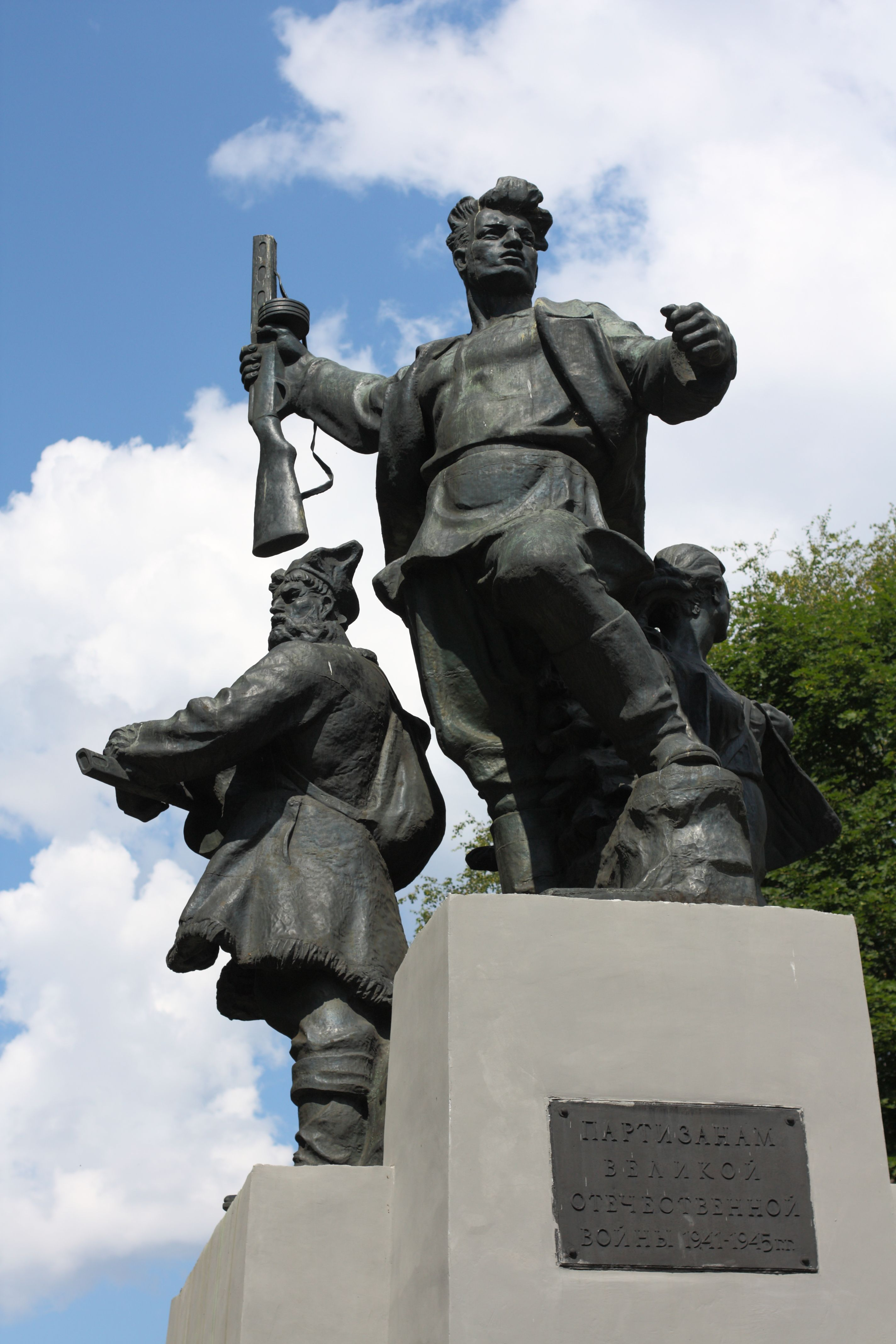
Vrijheidspark
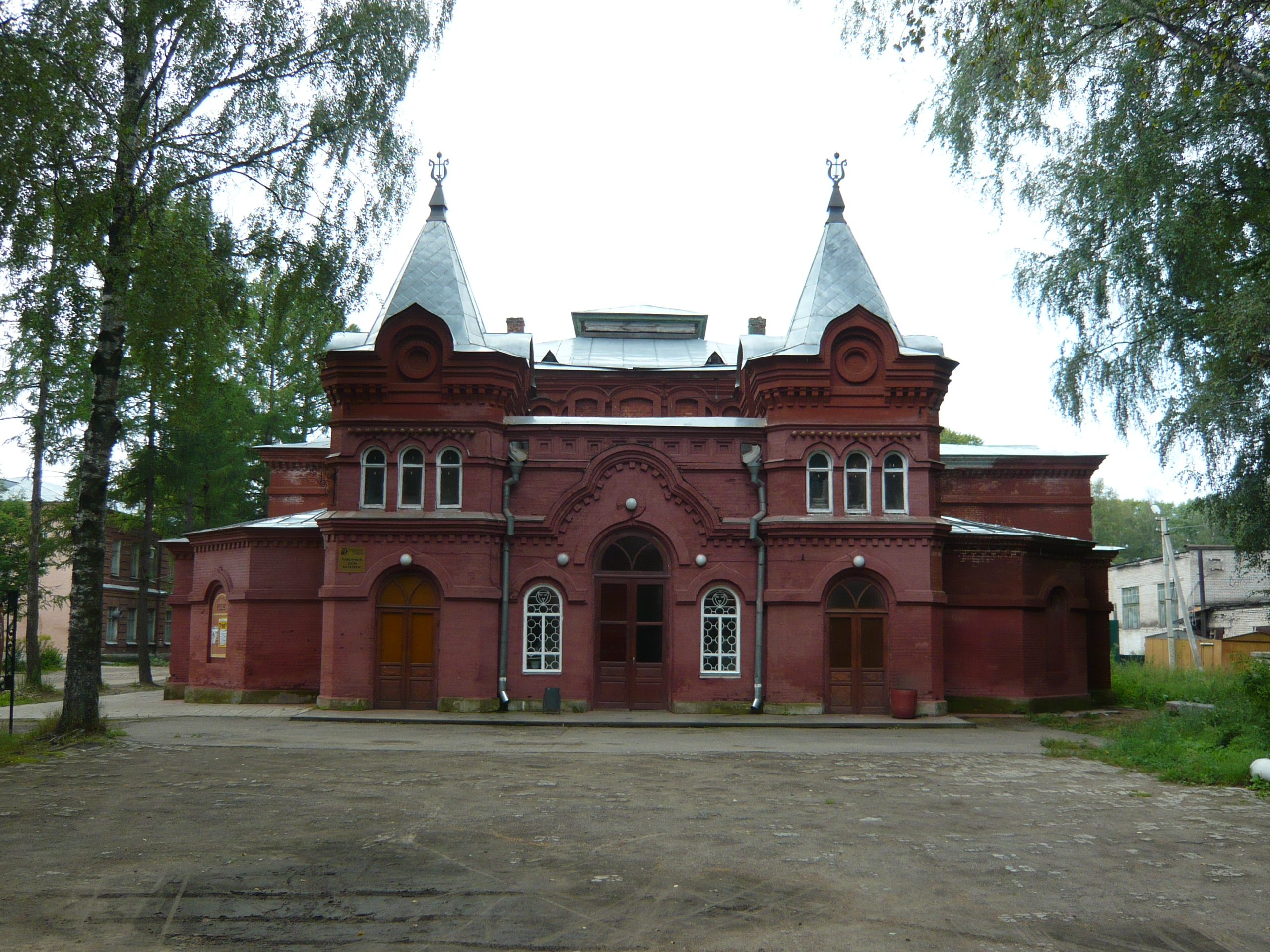
Voormalig theater
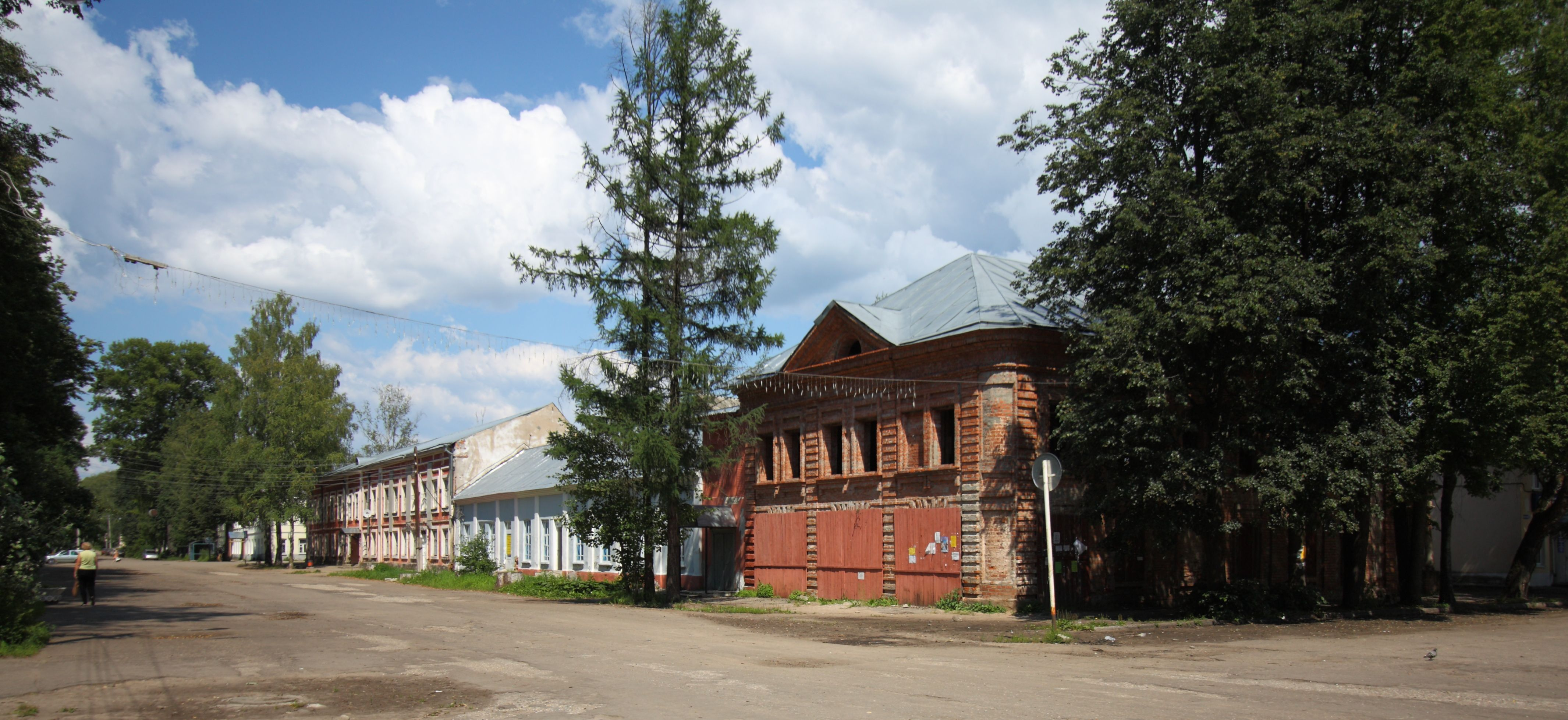
Volodarskijstraat
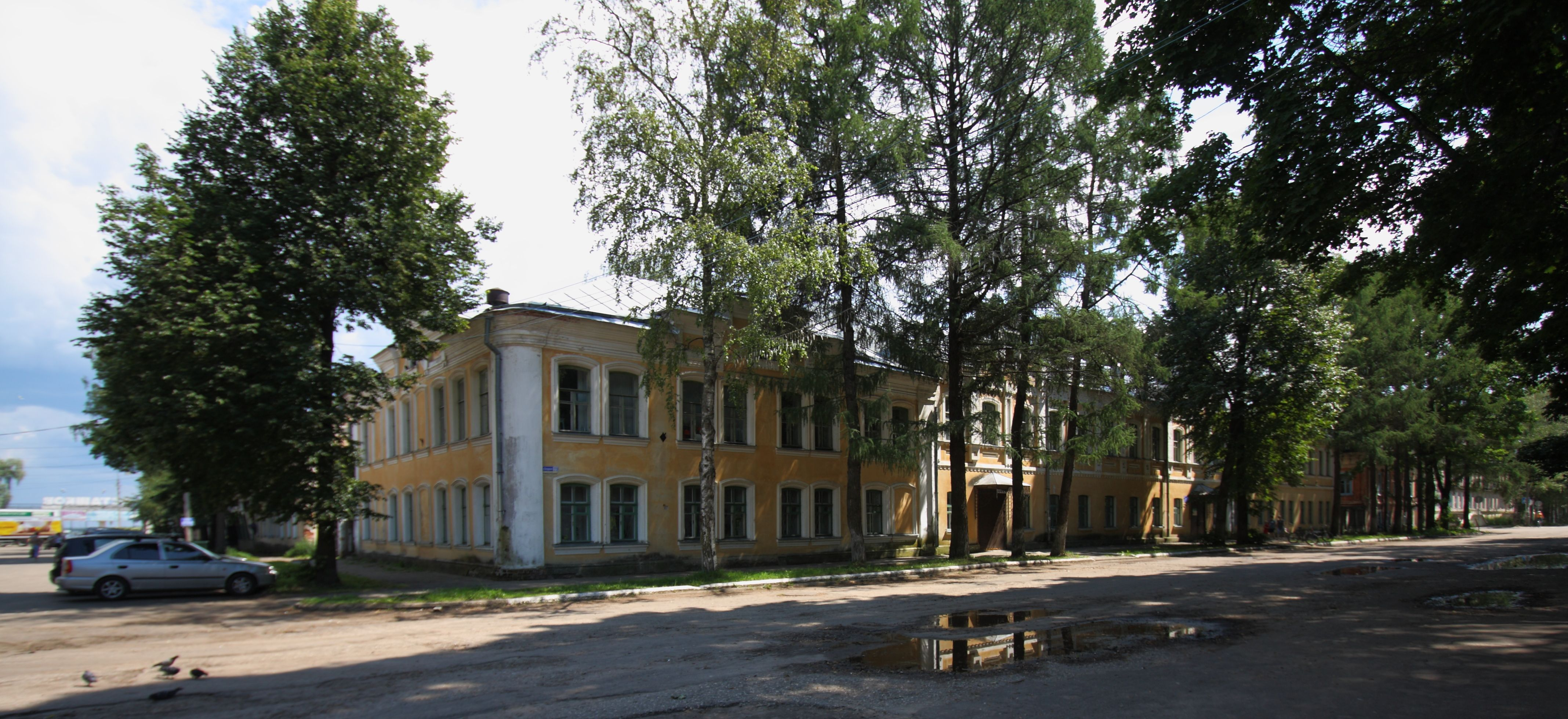
Volodarskijstraat
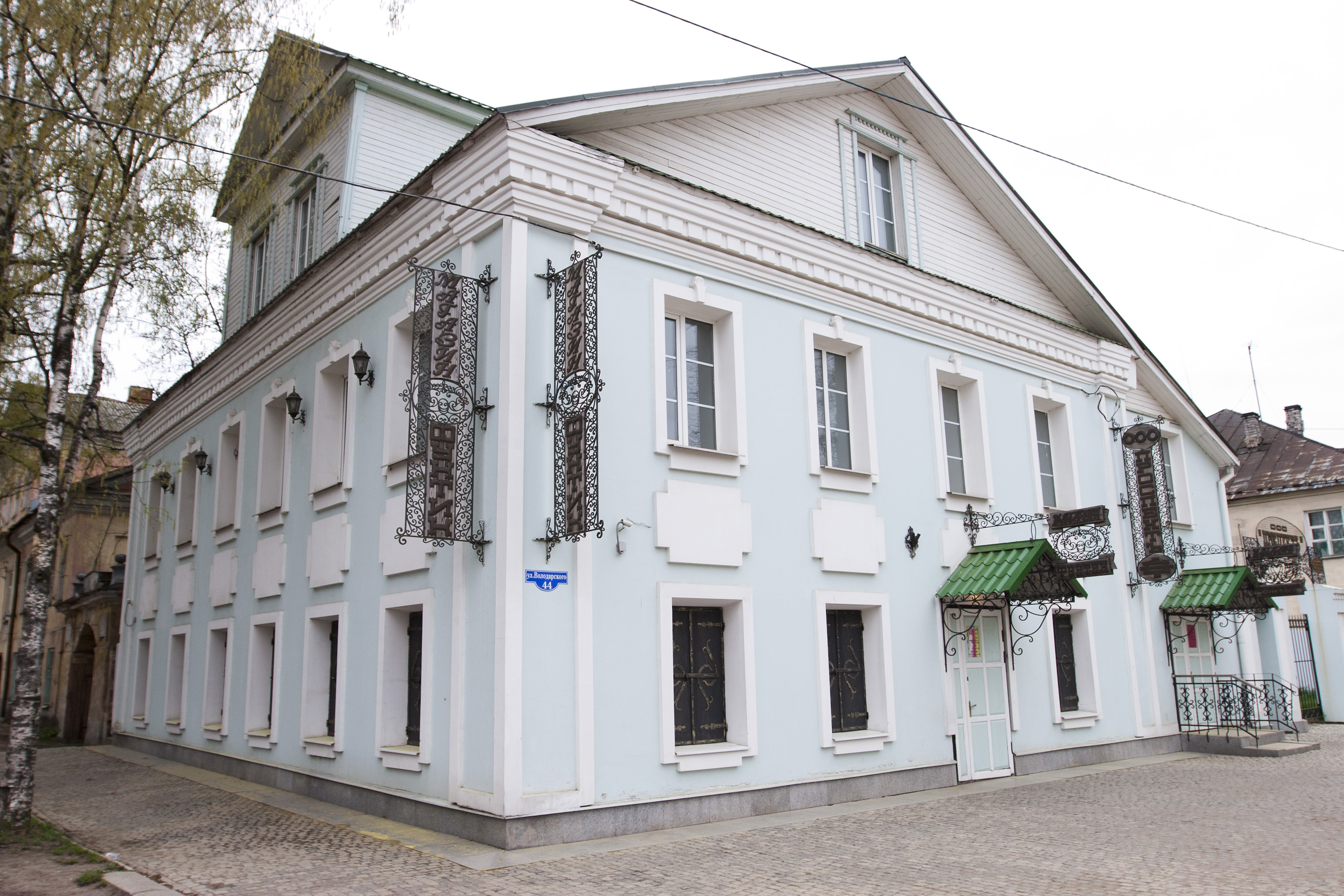
Volodarskijstraat
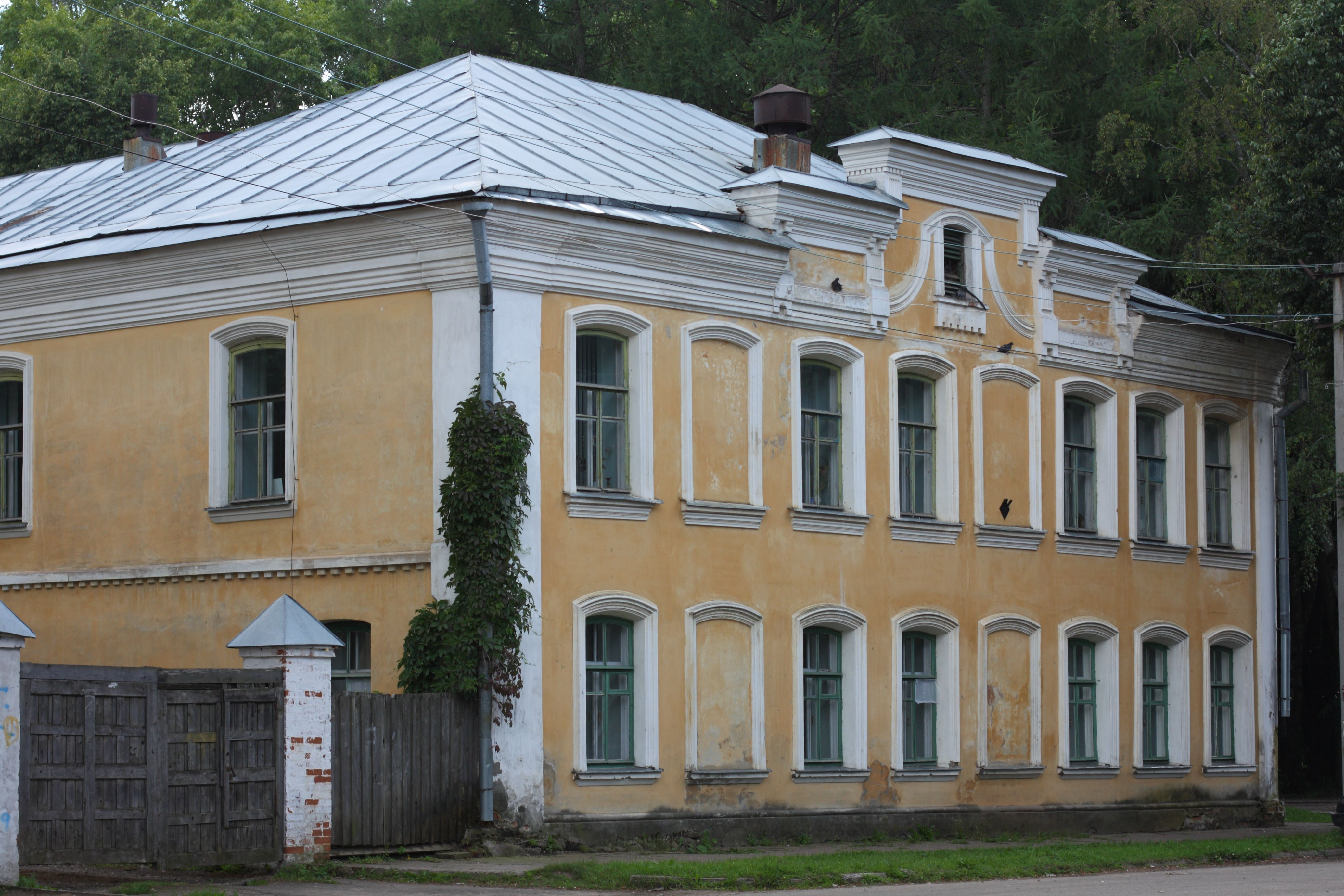
Volodarskijstraat
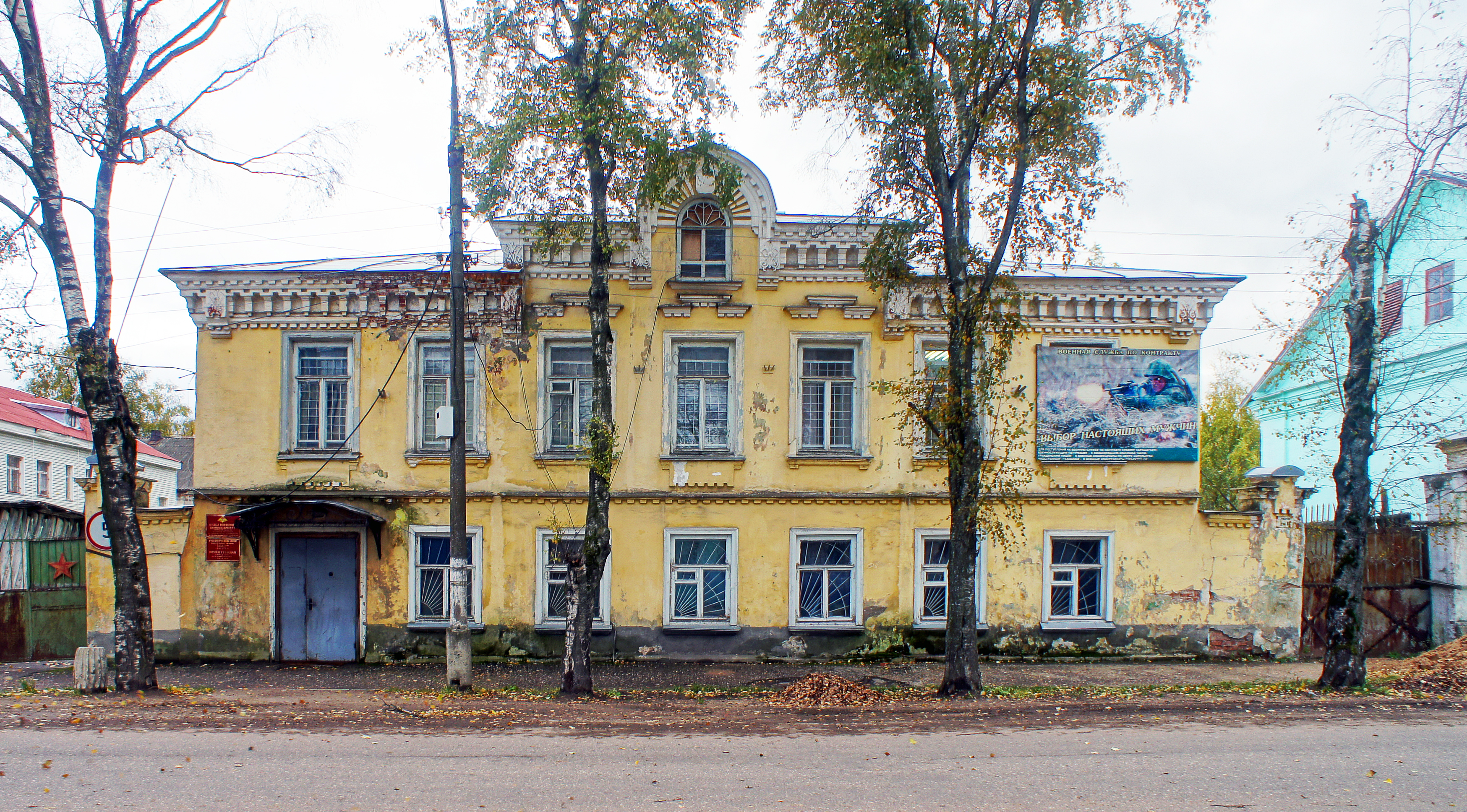
Rabotjajastraat
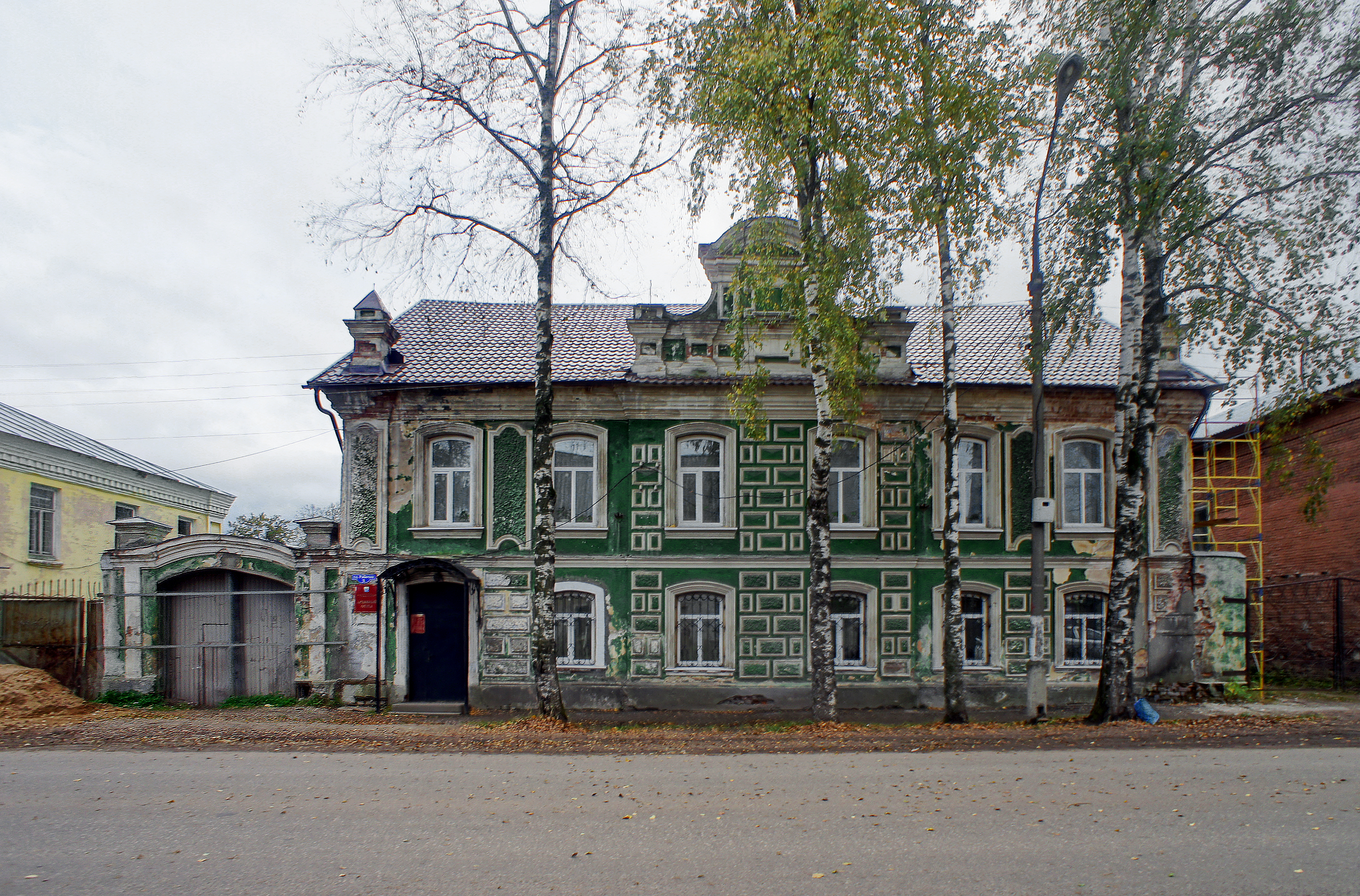
Rabotjajastraat
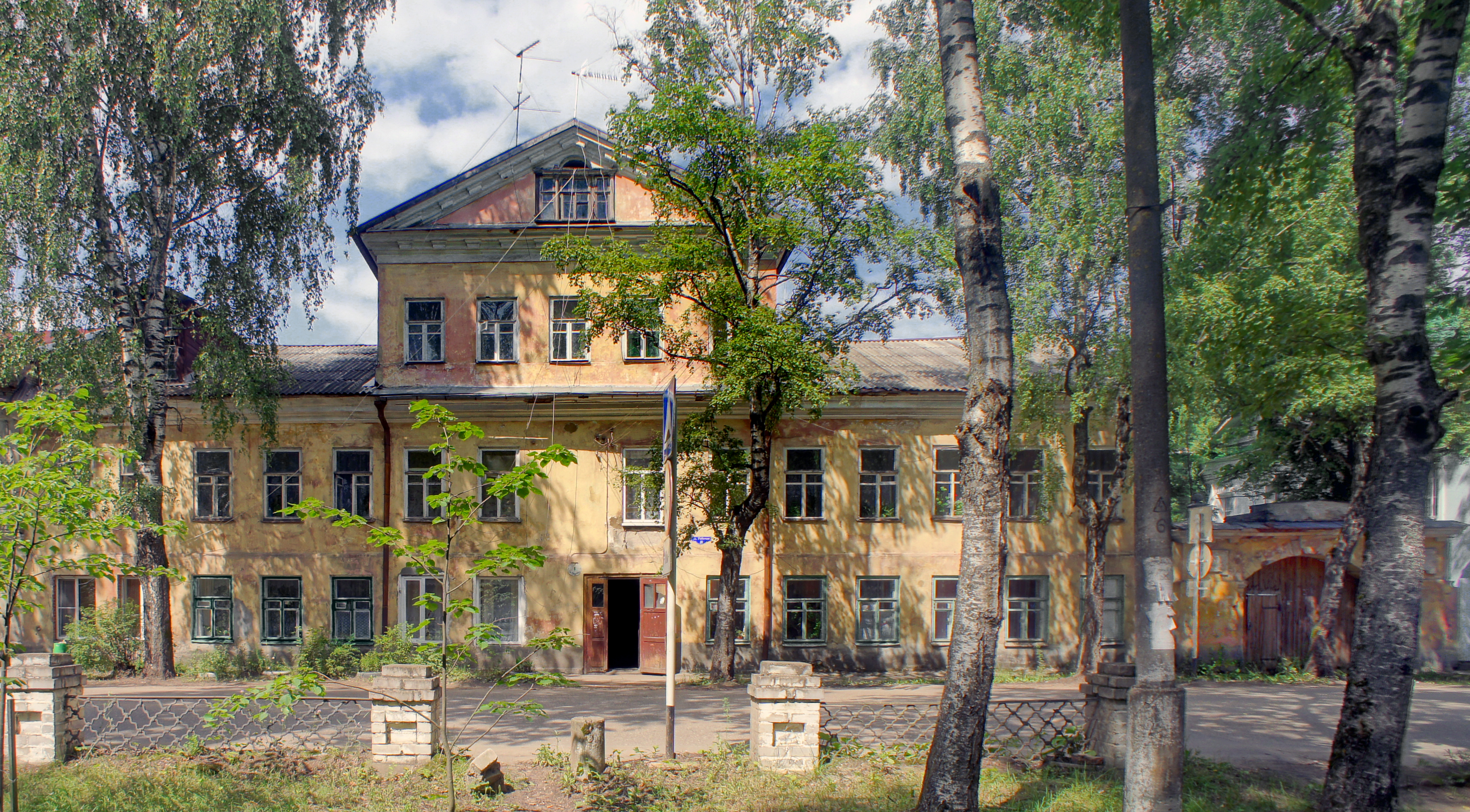
Rabotjajastraat
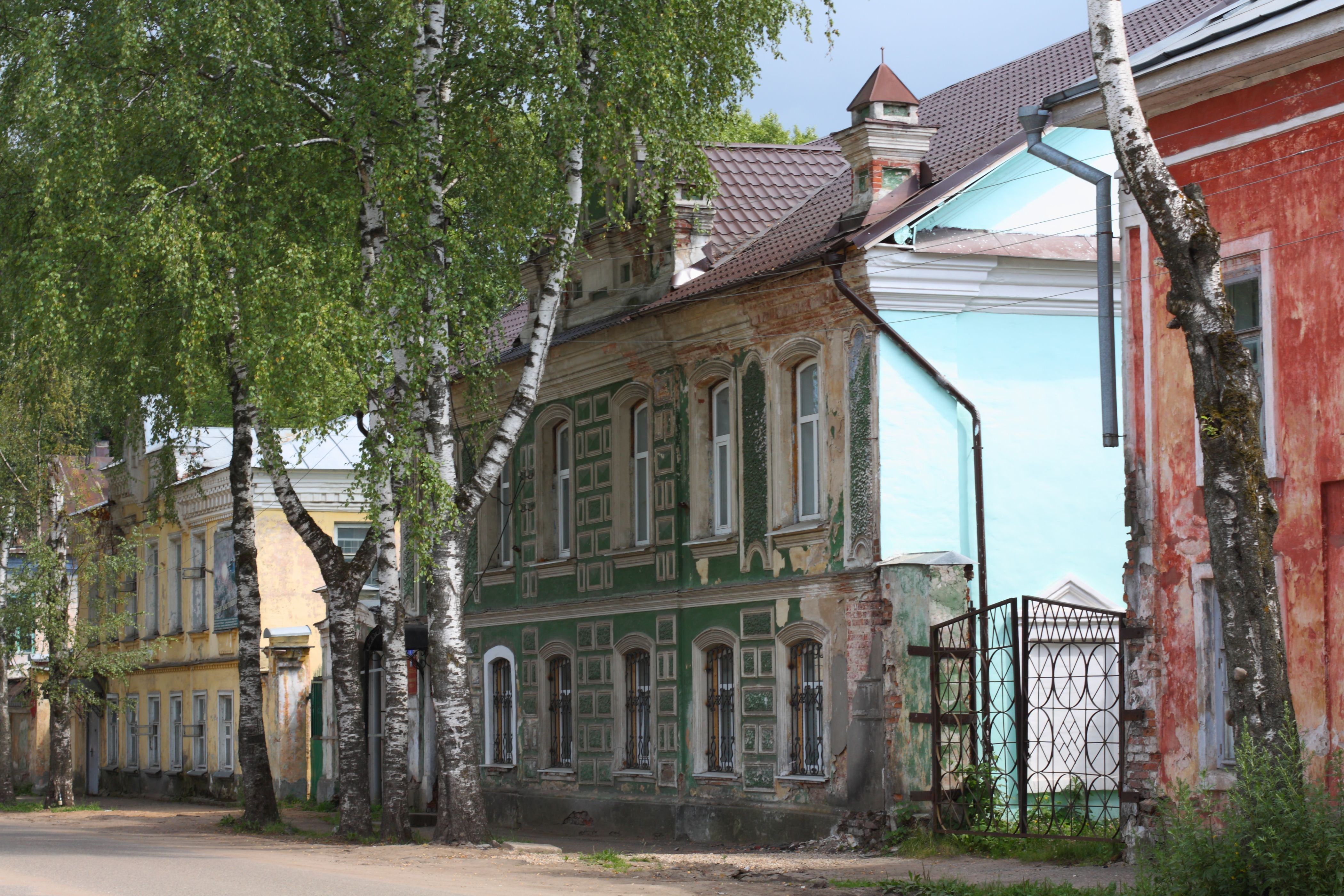
Rabotjajastraat
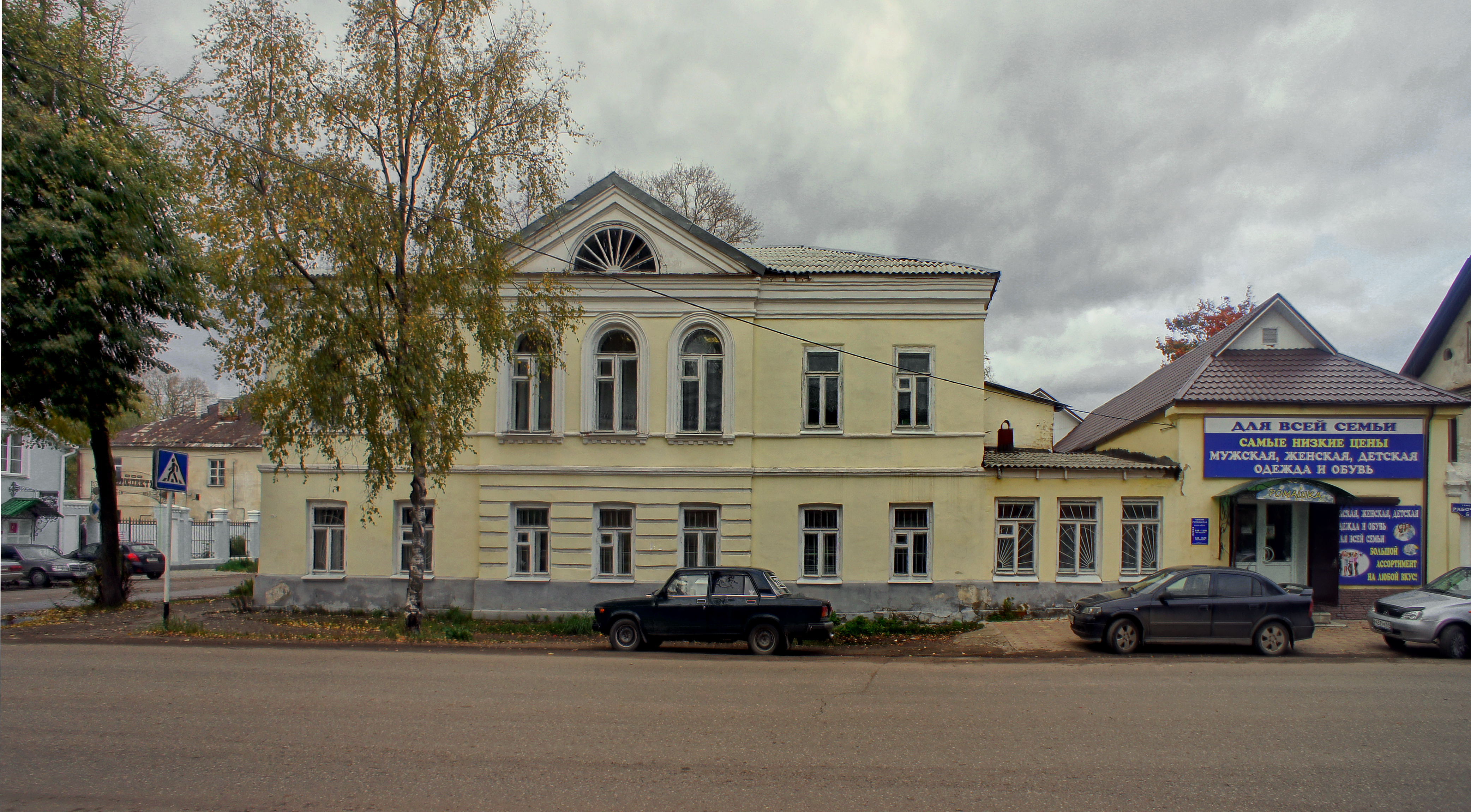
Een oud woonhuis
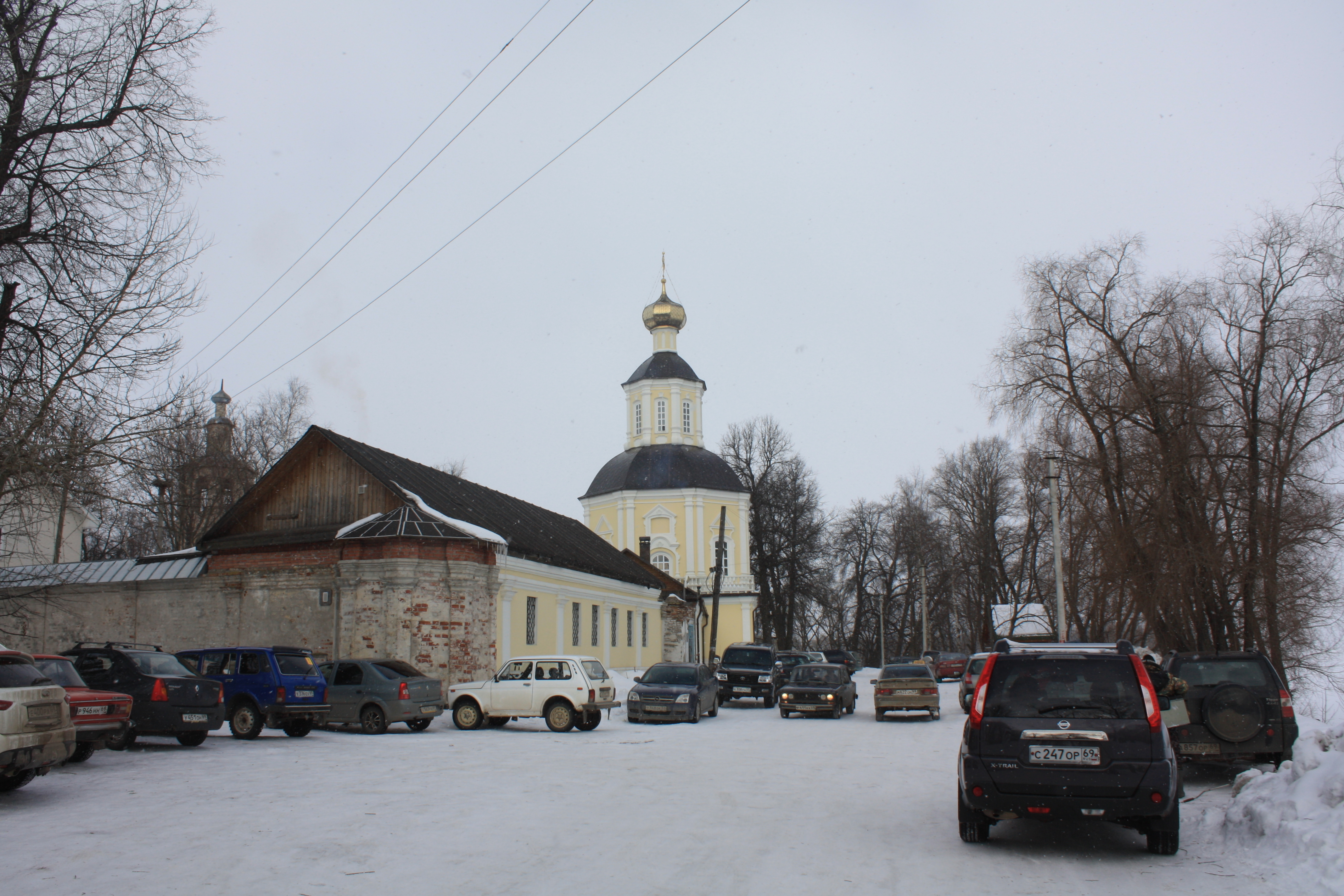
Een klooster
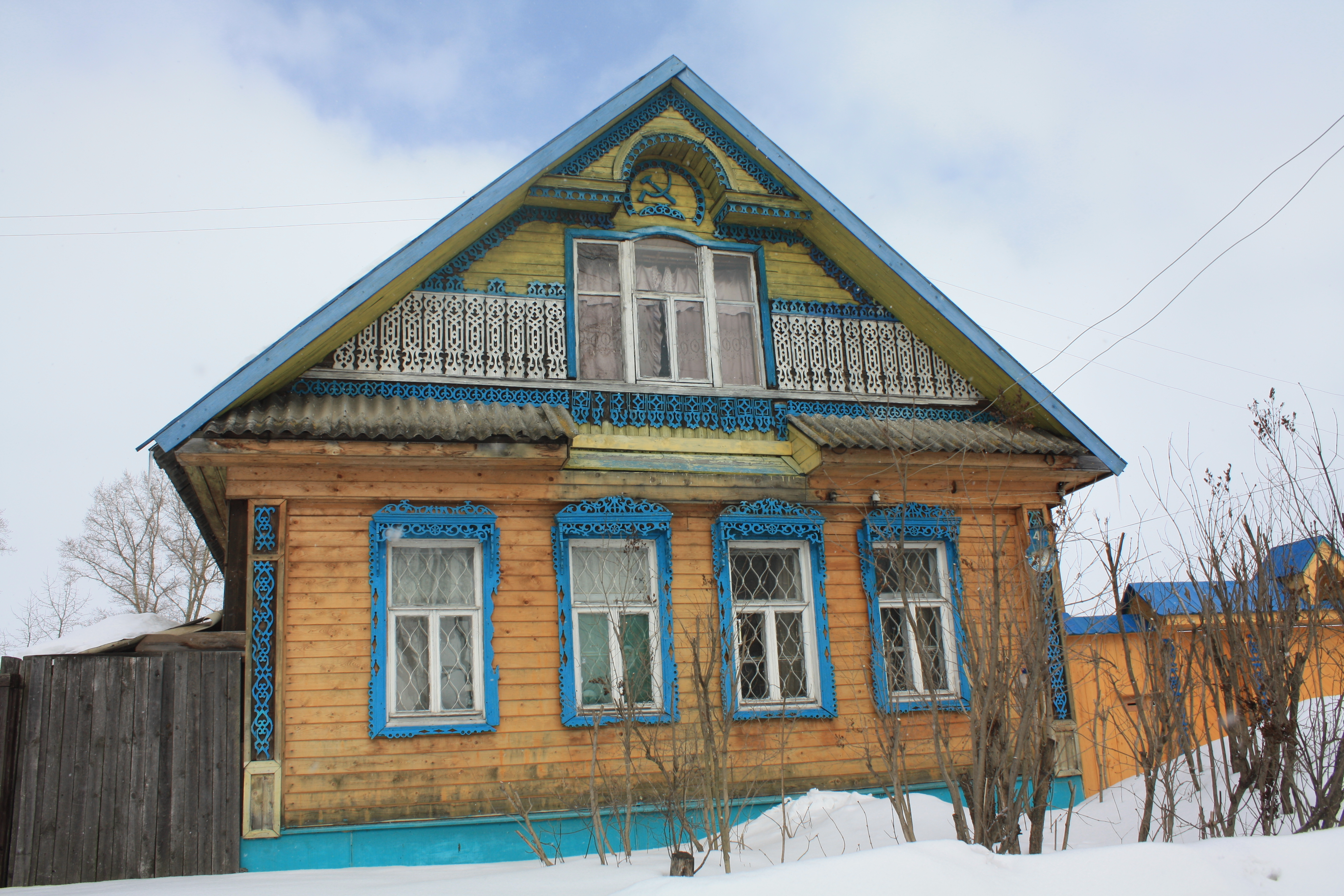
Een houten huis in Ostasjkov
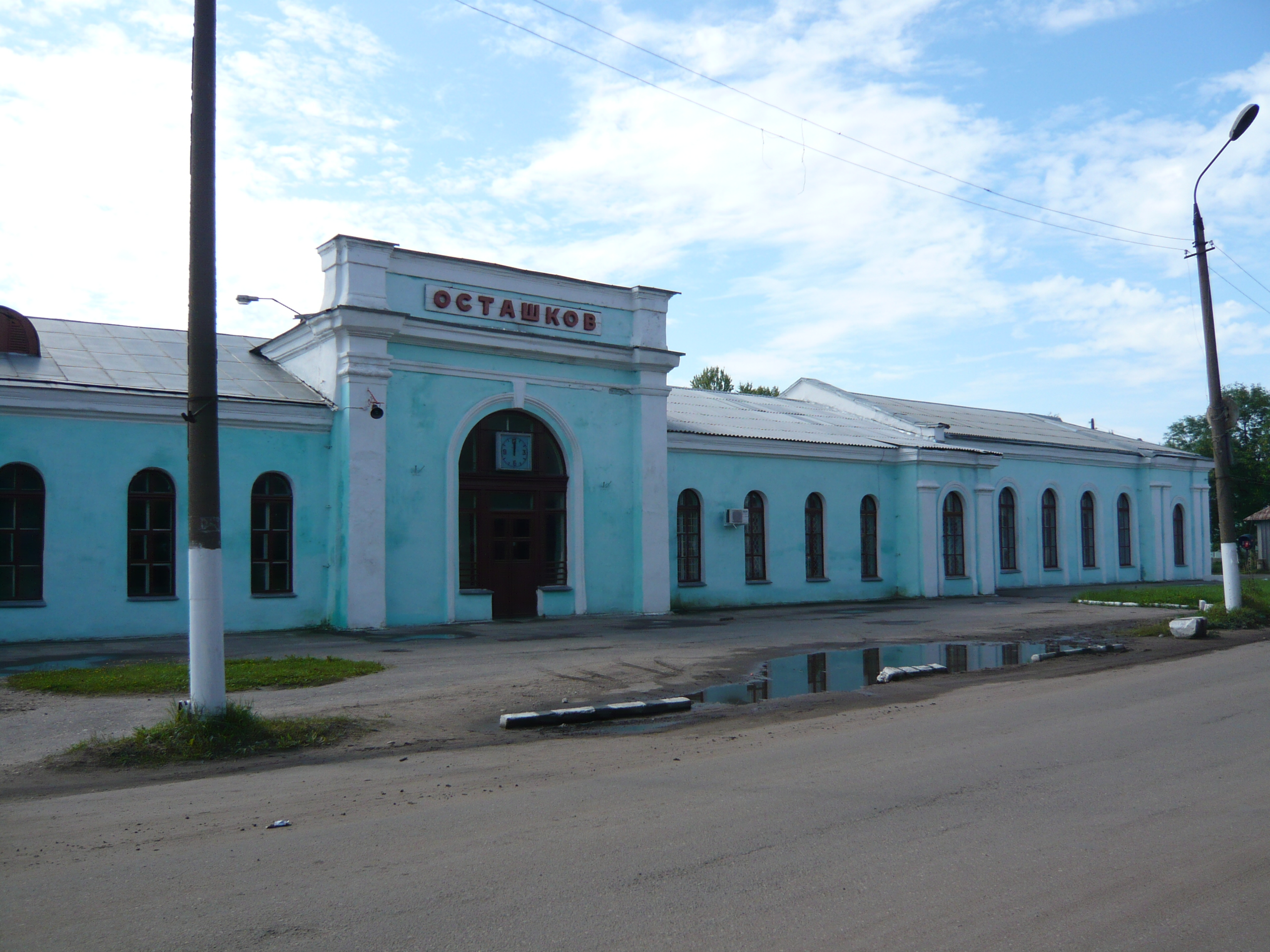
Het station van Ostasjkov
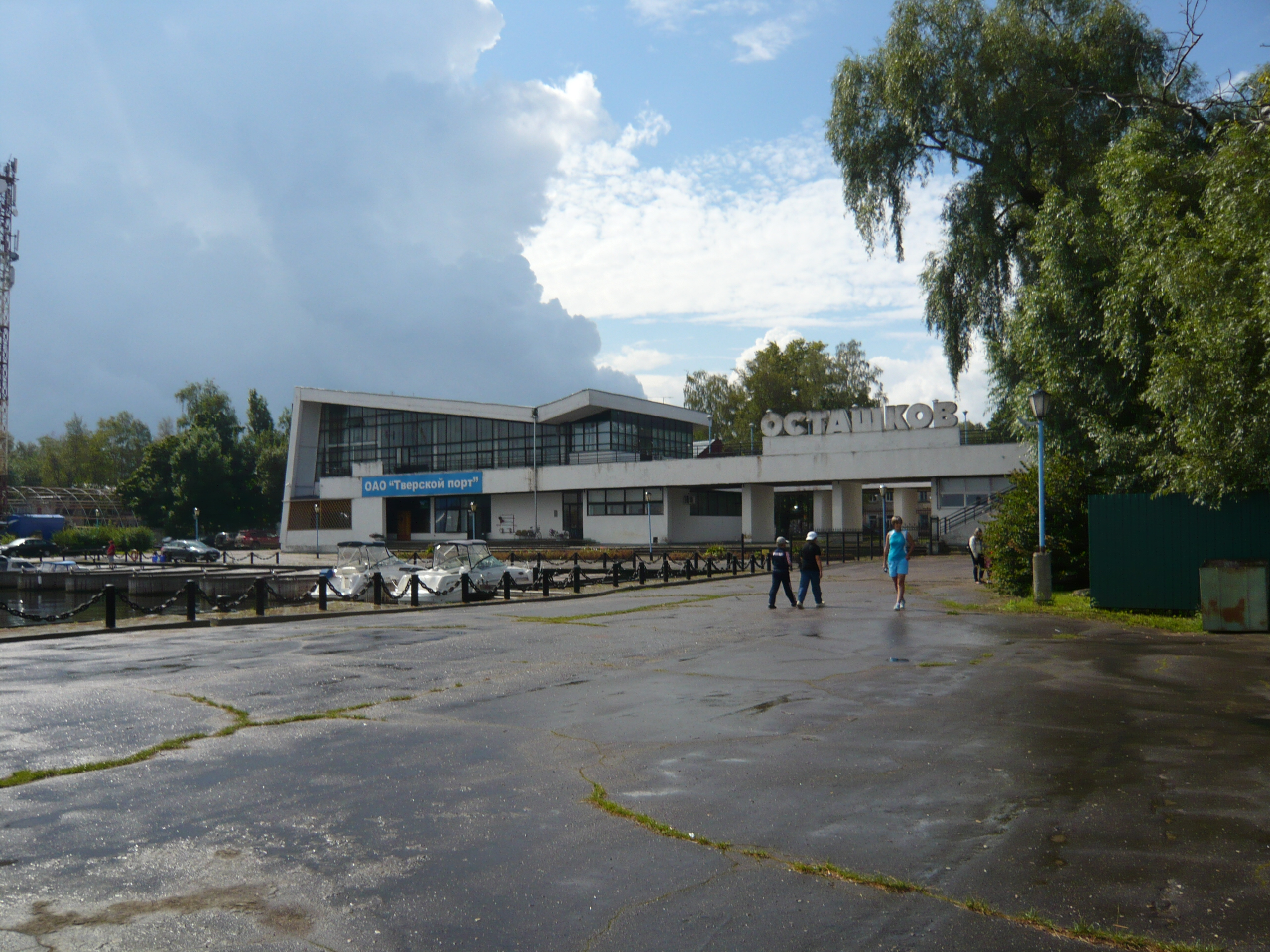
Bootterminal in Ostasjkov
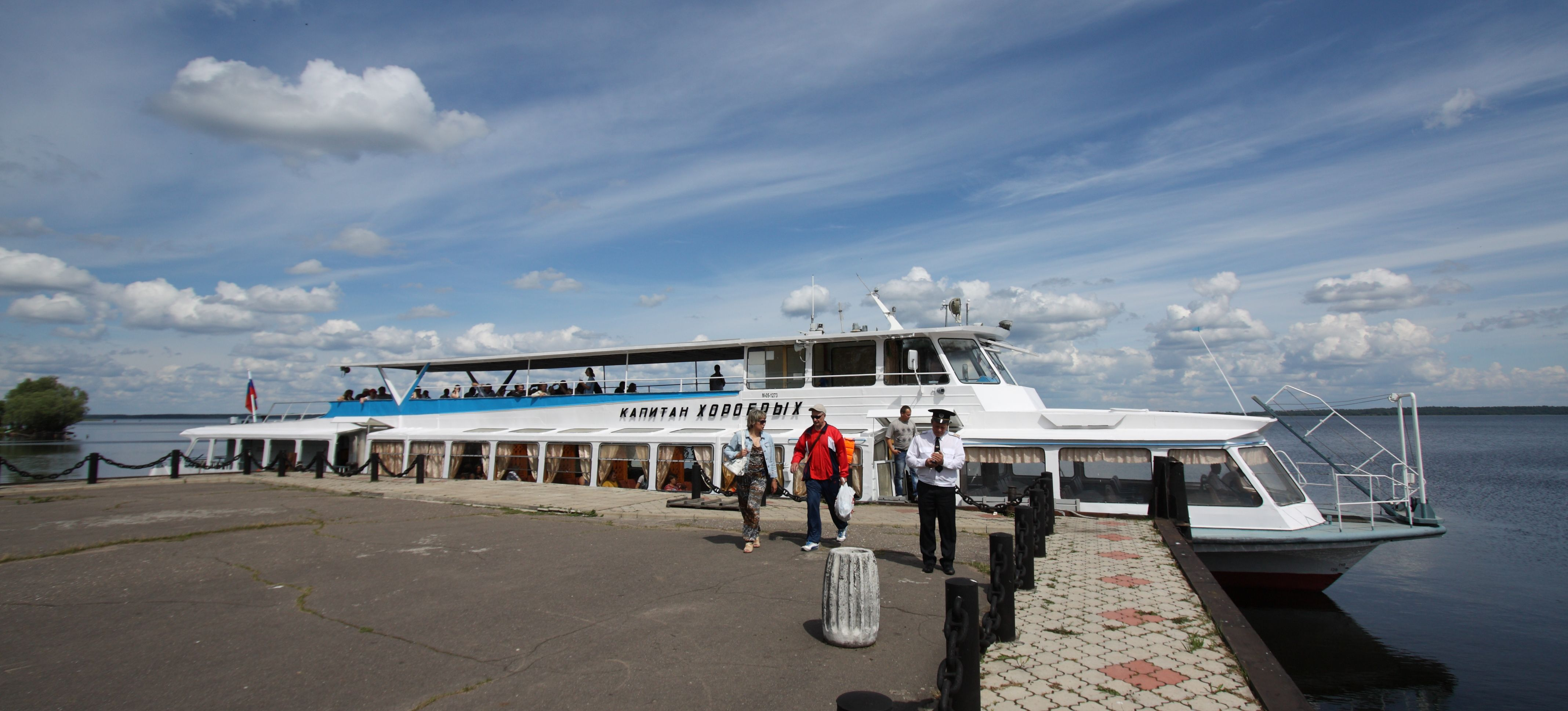
Een veerboot

Bestuurlijk centrum: Tver 

Andreapol · Bezjetsk · Bely · Bologoje · Kasjin · Kaljazin · Kimry · Konakovo · Krasny Cholm · Koevsjinovo · Lichoslavl · Nelidovo · Oedomlja · Ostasjkov · Rzjev · Staritsa · Torzjok · Toropets · Vesjegonsk · Vysjni Volotsjok · Zapadnaja Dvina · Zoebtsov